# مجمع لوريل
مجمع لوريل (بالإنجليزية: Laurel complex)‏ أو تقليد لوريل هو حضارة أثرية كانت موجودة في ما هو الآن جنوب كيبيك وجنوب وشمال غرب أونتاريو وشرق وسط مانيتوبا في كندا، وشمال ميشيغان وشمال غرب ويسكونسن وشمال مينيسوتا في الولايات المتحدة. كانوا أول من استعمل الفخار في أونتاريو شمال ممر ترينت-سيفيرن المائي. تمت تسمية المجمع على اسم المجتمع غير المؤسسي السابق لوريل في مينيسوتا. كان لويد ويلفورد أول من عرٌفه في عام 1941.